# Hugo van der Goes

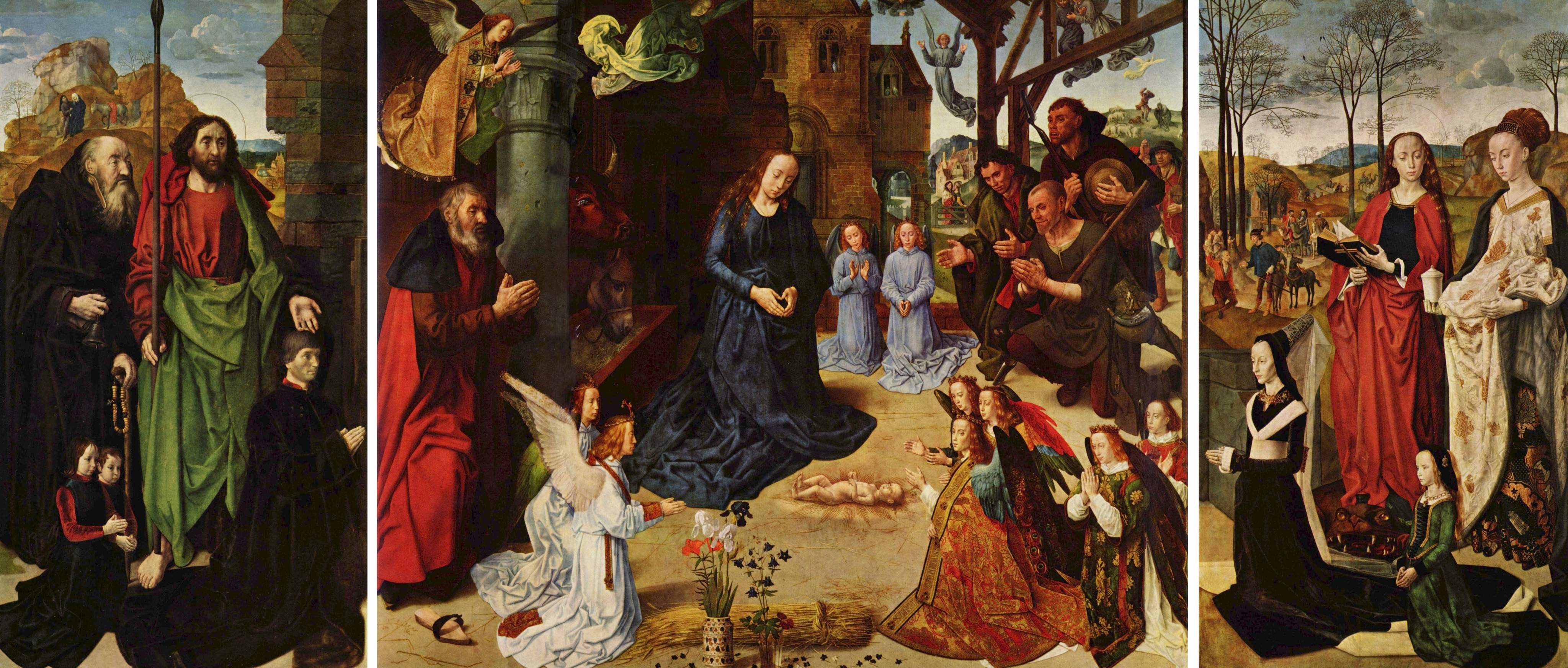
Retaule de Portinari

Hugo van der Goes (Gant, ?c. 1440 - Auderghem, prop de Brussel·les, 1482 o 1483) fou un pintor flamenc. Va ser, junt amb Jan van Eyck, Roger van der Weyden Hans Memling i Gerard David, un dels més importants dels pintors primitius flamencs.
Hugo va esdevenir membre del gremi de pintors de Sant Lluc de Gant com a mestre el 1467. El 1468, estava implicat en la decoració de la ciutat de Bruges per a la celebració del matrimoni entre Carles I de Borgonya i Margarita de York, i va crear decoracions heràldiques per a l'entrada triomfal de Carles a Gant el 1469 i altra vegada el 1472. Va ser elegit degà del gremi de Gant el 1473 o el 1474.
El 1475, o uns anys més tard, Hugo va entrar a Rooklooster, un monestir a prop de Brussel·les que pertanyia a la congregació de Windesheim, i va professar com a frater conversus. Va continuar pintant i va residir a Rooklooster fins a la seva mort el 1482 o el 1483. El 1480, va ser cridat a la ciutat de Lovaina per a avaluar l'obra Escenes de justícia que havia deixat inacabada el pintor Dirk Bouts en morir el 1475. Al cap de poc, Hugo, que retornava amb uns altres membres del seu monestir d'un viatge a Colònia, va caure en un estat de depressió suïcida, autodeclarant-se maleït. Després de retornar a Rooklooster, Hugo es va recuperar de la seva malaltia. La seva estada a Rooklooster va ser enregistrada a la crònica d'un monjo amic seu, Gaspar Ofhuys. Un informe del metge alemany Hieronymus Münzer, de 1495, segons el qual va tractar de malenconia un pintor de Gant en intentar igualar el retaule de Gant, podria referir-se a Hugo.
El seu treball més famós existent és el Tríptic de Portinari (Uffizi, Florència), un retaule encarregat per a l'església de San Egidi a l'hospital de Santa Maria Nuova a Florència per Tommaso Portinari, el director de l'oficina de Bruges de la Banca Mèdici. El tríptic, arribat a Florència el 1483, aparentment alguns anys després va ser acabat per van der Goes. És el treball flamenc més gran que es pot veure a Florència, i era molt lloat. Giorgio Vasari en el seu Vite de 1550 es referia a Hugo com l'"Ugo d'Anversa" ("Hugo d'Anvers"). Aquest és l'única document en què s'identifica l'autoria d'Hugo; la resta de treballs se li atribueixen basant-se en la comparació estilística amb aquest retaule.
Hugo sembla haver deixat un gran nombre de dibuixos, i a partir d'aquests o de les mateixes pintures, els seguidors varen fer nombroses còpies de composicions que no han sobreviscut. Un dibuix de Jacob i Raquel conservat a la Galeria de pintura de l'església de Crist (Oxford) sembla un dels pocs dibuixos autografiats sobreviscut; també tenen dos caps pintats, fragment d'un treball més gran.

## Obra

### Pintura
| Quadre                                       | Títol                                                                                         | Data          | Mida. Material                                                 | Localització                            |
| -------------------------------------------- | --------------------------------------------------------------------------------------------- | ------------- | -------------------------------------------------------------- | --------------------------------------- |
| Retaule Monforte)                            | Adoració dels Reis Mags (Retaule Monforte)                                                    | ca. 1470      | oli sobre taula 147x242 cm + 9x76,3 cm                         | Gemäldegalerie, Berlín                  |
| Mort de la Verge                             | Mort de la Verge                                                                              | ca. 1470      | oli sobre taula 147,8 x 122,5 cm                               | Groeningemuseum, Bruges                 |
| Retaule de Portinari                         | Retaule de Portinari                                                                          | ca. 1470      | oli sobre taula 253 x 586 cm                                   | Galleria degli Uffizi, Florència        |
| Díptic de Viena · Díptic de Viena            | Díptic de Viena                                                                               | ca. 1475      | oli sobre taula 32,3x21,9 cm (esquerra) i 34,4x22,8 cm (dreta) | Kunsthistorisches Museum, Viena         |
| Tríptic de Sant Hipòlit                      | Ala esquerra de l'Hippolytusdrieluik (panell central i l'ala dreta Dieric Bouts)              | ca. 1475      | oli sobre taula 92 x 41 cm (esquerra)                          | Groeningemuseum, Bruges                 |
| Retrat d'un home pregant amb Joan Baptista   | Retrat d'un home pregant amb Joan Baptista                                                    | ca. 1475      | oli sobre taula 32 x 22.5 cm                                   | Walters Art Museum, Baltimore           |
| Retrat d'home                                | Retrat d'home                                                                                 | ca. 1475      | oli sobre taula oval 31,8 x 26 cm                              | Metropolitan Museum of Art, New York    |
| Retrat d'un monjo                            | Retrat d'un monjo                                                                             | ca. 1478      | oli sobre taula 25.1 x 18.7 cm                                 | Metropolitan Museum of Art, New York    |
| Retaule de la Trinitat                       | Retaule de la Trinitat                                                                        | ca. 1478-1479 | oli sobre taula 4 taules de 202x100.5 cm                       | National Gallery of Scotland, Edinburgh |
| Díptic del davallament (Detall ala esquerra) | Díptic del davallament (detall ala esquerra)                                                  | ca. 1480      | tremp sobre tela 53,5x38,5 cm                                  | col·lecció privada, Nova York           |
| Díptic del davallament (Detall ala dreta)    | Díptic del davallament (detall ala dreta)                                                     | ca. 1480      | tremp sobre tela 53,5x38,5 cm                                  | Gemäldegalerie, Berlín                  |
| L'Adoració dels Pastors                      | L'Adoració dels pastors                                                                       | ca. 1480      | oli sobre taula 97x245 cm                                      | Gemäldegalerie, Berlín                  |
| Verge amb el Nen                             | Verge amb el nen (panell central d'un tríptic,les ales són d'un artista diferent, desconegut) | ca. 1480/1490 | oli sobre taula 30 x 23 cm                                     | Städelsches Kunstinstitut, Frankfurt    |

### Dibuixos
| Quadre          | Títol           | Data          | Mida. Material | Localització                            |
| --------------- | --------------- | ------------- | --- | --------------------------------------- |
| Jacob i Raquel  | Jacob i Raquel  | ca. 1470-1475 | Ploma i tinta marró, pinzell i pigment marró, augmentat amb color de cos blanc, en paper amb una base de pissarra grisa, 338 x 572 mm | Christ Church college, Oxford           |
| Josep i Assenat | Josep i Assenat | ca. 1475      | Ploma, sèpia i marró fosc, remarcat suaument en llapis, sobre paper, max. amplada 214 mm                                              | Ashmolean Museum, Oxford                |
| Crist a la creu | Crist a la creu | ca. 1475-1480 | Pinzell i pigment marró, ressaltat en blanc, sobre paper gris-violaci, 258 x 204 mm                                                   | Windsor Castle, Koninklijke Bibliotheek |